# Elżbieta Bombińska
Elżbieta Bombińska – polska ekonomistka, doktor habilitowany nauk społecznych, profesor na Uniwersytecie Ekonomicznym w Krakowie, specjalistka od handlu zagranicznego.

## Kariera naukowa
W 1993 roku została zatrudniona na Uniwersytecie Ekonomicznym w Krakowie, gdzie w 2001 roku na jego  Wydziale Ekonomii i Stosunków Międzynarodowych uzyskała stopień doktora nauk ekonomicznych na podstawie rozprawy pt. Zdolność konkurencyjna gospodarki Polski w okresie transformacji systemowej na tle Czech i Węgier, której promotorem była Bogumiła Szopa. W 2022 roku ta sama uczelnia nadała jej stopień doktora habilitowanego nauk społecznych na podstawie pracy pt. Modele świadczenia usług w handlu międzynarodowym.